# Бичер (Илиноис)
Бичер (енгл. Beecher) град је у америчкој савезној држави Илиноис.

## Демографија
По попису из 2010. године број становника је 4.359, што је 2.326 (114,4%) становника више него 2000. године.
| Група             | 2000.         | 2010.         |
| Белци             | 1.969 (96,9%) | 3.892 (89,3%) |
| Афроамериканци    | 0 (0,0%)      | 133 (3,1%)    |
| Азијати           | 9 (0,4%)      | 19 (0,4%)     |
| Хиспаноамериканци | 36 (1,8%)     | 274 (6,3%)    |
| Укупно            | 2.033         | 4.359         |